# 方向 (版畫家)
方向（1920年—2003年），中華民國版畫家，江西省遂川縣人。師承胡獻雅，畢業於江西省私立立風藝專繪畫科。來台後作品，多次參加在巴西聖保羅、日本東京、橫濱、義大利、西班牙、秘魯、韓國首爾、香港、新加坡等國家地區的國際版畫大展聯展，並廣為國內外美術館典藏。隨後相繼擔任「全國美展」「全省美展」的審查委員、評議委員，國立台灣美術館典藏委員及台北市立美術館評議委員。並先後在政工幹校（今國防大學政治作戰學院）、中國文化學院（今中國文化大學）、國立藝專（今國立台灣藝術大學）任教授版畫。
其創作歷程約可分為三個時期，初期以戰鬥木刻，作實體宣導之用；中期的綜合拓印版畫，以抽象手法印出類似銅蝕，又似瓦拓之效果；晚期以簡潔化的表現手法套色水印，近似水墨韻味之作。版畫之外，他的油彩作品亦出色。

## 簡歷
- 1937年，開始從事版畫創作，師事胡獻雅。後於江西省私立立風藝專繪畫科畢業。
- 抗戰期間，以木刻版畫來表現強烈的愛國情操，作品散見川、桂、湘、贛等地報章雜誌，並在中國大陸各地舉行多次個展。
- 1949年，隨中華民國政府來台灣，戍守金門，並擔任「前鋒日報」美術編輯。
- 1965年，獲中華民國畫學會金爵獎。
- 1970年，結合周瑛、陳其茂、李錫奇、朱嘯秋等版畫界大師組織「中華民國版畫學會」。隨後蟬聯理事長長達18年，備受台灣藝壇敬重。
- 1994年，獲頒金璽獎最高榮譽獎。
- 2003年逝世。家屬將其作品141件作品，包括版畫、油畫及珍貴的版模等，捐贈給國立台灣美術館。

## 著作
- 《木刻研究》（1959年）
- 《初中美術教材》（1965年）
- 《版畫研究》（1970年）